# Simply the Best
Simply the Best ist ein Kompilationsalbum von Tina Turner. Es erschien im Oktober 1991 bei Capitol Records. Das Album umfasst eine Zusammenstellung von Liedern seit Turners Comeback in den 1980er-Jahren sowie einige neue Stücke, darunter I Want You Near Me und Love Thing. Der Titel der Kompilation ist dem Refrain von The Best entnommen.

## Veröffentlichung
Das Album erschien am 30. September 1991 bei Capitol Records als CD mit 18 Titeln (Katalognummer: 79 6630 2). Am 22. November 2019 wurde es als LP bei Parlophone (Katalognummer: 9029537813) veröffentlicht. In den Vereinigten Staaten erschien das Album mit einer etwas abgewandelten Titelliste. Dort wurden Addicted to Love (Live) und Be Tender With Me Baby durch What You Get Is What You See und Look Me in the Heart ersetzt. In Australien erschien eine Limited Edition mit einer zusätzlichen Bonus-CD. Dort wurde eine Version von The Best im Duett mit Jimmy Barnes ausgekoppelt.

## Titelliste

### Internationale Version
1. The Best – 4:10
2. What’s Love Got to Do with It – 3:50
3. I Can’t Stand the Rain – 3:44
4. I Don’t Wanna Lose You – 4:18
5. Nutbush City Limits – 3:44
6. Let’s Stay Together – 3:39
7. Private Dancer – 4:01
8. We Don’t Need Another Hero (Thunderdome) – 4:14
9. Better Be Good to Me – 3:40
10. River Deep – Mountain High – 3:37
11. Steamy Windows – 4:02
12. Typical Male – 4:14
13. It Takes Two – 4:13
14. Addicted to Love – 5:04
15. Be Tender with Me Baby – 4:17
16. I Want You Near Me – 3:53
17. Way of The World – 4:19
18. Love Thing – 4:28

### US-Version
1. The Best (7" edit) Chapman, Knight 4:10
2. Better Be Good to Me (7" edit) Chapman, Chinn, Knight 3:40
3. I Can’t Stand the Rain Bryant, Miller, Peebles 3:44
4. What’s Love Got to Do with It Britten, Lyle 3:50
5. I Don’t Wanna Lose You Hammond, Lyle 4:18
6. Nutbush City Limits (The 90s Version) Turner 3:44
7. What You Get Is What You See Britten, Lyle 4:28
8. Let’s Stay Together (7" edit) Green, Jackson, Mitchell 3:39
9. River Deep – Mountain High (Ike & Tina Turner) Barry, Greenwich, Spector 3:37
10. Steamy Windows White 4:02
11. Typical Male Britten, Lyle 4:14
12. We Don’t Need Another Hero (Thunderdome) (7" edit) Britten, Lyle 4:14
13. Private Dancer (7" edit) Knopfler 4:01
14. Look Me in the Heart Kelly, Steinberg 3:41
15. It Takes Two (with Rod Stewart) Moy, Stevenson 4:13
16. I Want You Near Me Britten, Lyle 3:53
17. Way of the World Hammond, Lyle 4:19
18. Love Thing Hammond, Knight 4:28

### Videoalbum
1. The Best
2. Better Be Good To Me
3. I Can’t Stand The Rain
4. What’s Love Got To Do With It
5. Typical Male
6. Private Dancer
7. We Don’t Need Another Hero
8. What You Get Is What You See
9. I Don’t Wanna Lose You
10. Look Me In The Heart
11. Addicted To Love
12. Steamy Windows
13. Break Every Rule
14. Foreign Affair
15. Tonight
16. Let’s Stay Together
17. Be Tender With Me Baby
18. It Takes Two
19. Nutbush City Limits
20. Love Thing
21. What’s Love Got To Do With It[3]

## Singleauskopplungen
| Jahr | Titel                             | Höchstplatzierung, Gesamtwochen, AuszeichnungChartplatzierungen (Jahr, Titel, , Platzierungen, Wochen, Auszeichnungen, Anmerkungen) | Höchstplatzierung, Gesamtwochen, AuszeichnungChartplatzierungen (Jahr, Titel, , Platzierungen, Wochen, Auszeichnungen, Anmerkungen) | Höchstplatzierung, Gesamtwochen, AuszeichnungChartplatzierungen (Jahr, Titel, , Platzierungen, Wochen, Auszeichnungen, Anmerkungen) | Höchstplatzierung, Gesamtwochen, AuszeichnungChartplatzierungen (Jahr, Titel, , Platzierungen, Wochen, Auszeichnungen, Anmerkungen) | Anmerkungen                            |
| Jahr | Titel                             | DE | AT | CH | UK | Anmerkungen                            |
| ---- | --------------------------------- | --- | --- | --- | --- | -------------------------------------- |
| 1991 | Nutbush City Limits (90s Version) | DE25 (12 Wo.)DE | AT25 (5 Wo.)AT | CH12 (7 Wo.)CH | UK23 (5 Wo.)UK | Erstveröffentlichung: 14. Oktober 1991 |
| 1991 | Way of the World                  | DE33 (17 Wo.)DE | AT12 (12 Wo.)AT | CH29 (4 Wo.)CH | UK13 (7 Wo.)UK | Erstveröffentlichung: November 1991    |
| 1992 | Love Thing                        | DE67 (6 Wo.)DE | — | — | UK29 (4 Wo.)UK | Erstveröffentlichung: Februar 1992     |
| 1992 | I Want You Near Me                | DE53 (12 Wo.)DE | — | — | UK22 (4 Wo.)UK | Erstveröffentlichung: Mai 1992         |

## Rezensionen
Bei Allmusic vergab der Kritiker 4,5 von fünf Sternen. Das Album sei eine „fast perfekte“ Zusammenstellung von Turners Karriere nach ihrem Comeback.

## Kommerzieller Erfolg

### Chartplatzierungen
Das Album avancierte zum Nummer-eins-Erfolg in Neuseeland. Darüber hinaus erreichte es Top-10-Platzierungen im Vereinigten Königreich (Rang 2), der Schweiz (Rang 3), Deutschland (Rang 4), den Niederlanden und Schweden (je Rang 5), Norwegen (Rang 6) und Österreich (Rang 8).
| ChartsChartplatzierungen       | Höchstplatzierung | Wochen |
| ------------------------------ | ----------------- | ------ |
| Deutschland (GfK)              | 4 (52 Wo.)        | 52     |
| Österreich (Ö3)                | 8 (28 Wo.)        | 28     |
| Schweiz (IFPI)                 | 3 (27 Wo.)        | 27     |
| Vereinigte Staaten (Billboard) | 113 (17 Wo.)      | 17     |
| Vereinigtes Königreich (OCC)   | 2 (183 Wo.)       | 183    |

| ChartsJahrescharts (1991) | Platzierung |
| ------------------------- | ----------- |
| Deutschland (GfK)         | 86          |

| ChartsJahrescharts (1992) | Platzierung |
| ------------------------- | ----------- |
| Deutschland (GfK)         | 29          |
| Österreich (Ö3)           | 31          |

### Auszeichnungen für Musikverkäufe
Das Album verkaufte sich laut Quellen über zehn Millionen Mal weltweit, davon sind über 6,3 Millionen Einheiten durch Schallplattenauszeichnungen belegt. Es verkaufte sich unter anderem über 2,4 Millionen Mal im Vereinigten Königreich, womit es acht-fach Platin bekam und es dort Turners meistverkaufte Veröffentlichung ist.
| Land/Region                  | Auszeichnungen für Musikverkäufe (Land/Region, Auszeichnung, Verkäufe) | Verkäufe    |
| ---------------------------- | ---------------------------------------------------------------------- | ----------- |
| Argentinien (CAPIF)          | Platin                                                                 | 60.000      |
| Australien (ARIA)            | 3× Platin                                                              | 210.000     |
| Belgien (BRMA)               | 2× Platin                                                              | 100.000     |
| Deutschland (BVMI)           | 3× Gold                                                                | 750.000     |
| Europa (IFPI)                | 2× Platin                                                              | (2.000.000) |
| Finnland (IFPI)              | Platin                                                                 | 58.539      |
| Frankreich (SNEP)            | Gold                                                                   | 100.000     |
| Kanada (MC)                  | Gold                                                                   | 50.000      |
| Neuseeland (RMNZ)            | 5× Platin                                                              | 75.000      |
| Niederlande (NVPI)           | 2× Platin                                                              | 200.000     |
| Norwegen (IFPI)              | 2× Platin                                                              | 100.000     |
| Österreich (IFPI)            | 2× Platin                                                              | 100.000     |
| Polen (ZPAV)                 | Gold                                                                   | 50.000      |
| Schweden (IFPI)              | Platin                                                                 | 100.000     |
| Schweiz (IFPI)               | 2× Platin                                                              | 100.000     |
| Singapur (RIAS)              | 3× Platin                                                              | 45.000      |
| Spanien (Promusicae)         | Platin                                                                 | 100.000     |
| Vereinigte Staaten (RIAA)    | Platin                                                                 | 1.773.000   |
| Vereinigtes Königreich (BPI) | 8× Platin                                                              | 2.400.000   |
| Insgesamt                    | 4× Gold · 37× Platin ·                                                 | 6.431.539   |

Hauptartikel: Tina Turner/Auszeichnungen für Musikverkäufe